# 博華太平洋
博華太平洋國際控股有限公司（英語：Imperial Pacific International Holdings Limited，港交所除牌前：1076），簡稱博華太平洋國際控股、博華太平洋國際，以及博華太平洋，是一家總部位於香港的前上市公司。公司前身為「第一天然食品有限公司」（英語：First Natural Foods Holdings Limited），由當時主席和創辦人楊宗旺於1995年創辦；2013年9月崔麗杰通過Inventive Star Limited收購「第一天然食品有限公司」74.99%的已發行股份，2014年5月公司中英文名稱分別更改爲「博華太平洋國際控股有限公司」及「Imperial Pacific International Holdings Limited」。
被收購前，公司主要業務爲在中國內地經營主要包括冷凍及功能性食品產品加工及貿易；被收購後，現時主要業務爲開發及營運目的地賭場，透過其附屬公司於北馬里安納群島塞班島開發綜合度假勝地，其設有賭場、 豪華酒店、 餐廳、 零售商店及休閒設施。

## 發展歷程
公司前身「第一天然食品有限公司」由楊宗旺創辦於1995年，主要透過於福建福清成立的「福清裕隆食品開發有限公司」（已清盤）從事冷凍海產食品產品及功能性食品產品的製造及銷售業務。
2002年2月11日，公司股份於港交所主板上市，集資額為1.46億港元，發行2億股，招股價為0.73港元。2008年由於發生財政和帳目問題，因而在12月15日進行停牌；2009年被香港高等法院進行清盤，直至2012年9月6日復牌，同時撤銷臨時清盤人，原因是被當時收購人黃坤炎（前主席）等人進行按認購價每股 0.5622 港元完成 266,830,850 股新股之股份認購事項，代價總額約為 150,000,000 港元。
2013年4月，香港證監會就對前主席楊宗旺涉嫌盗用8400万元的公司资产及伪造帐目，及该公司前行政总裁兼执行董事杨乐（杨宗龙的儿子）和另一名前执行董事倪朝鹏（杨宗龙的女婿）作出取消资格令；涉及对公司成员作出亏空、不当行为或其他失当行为，并违反了他们对该公司负有的职责，因在没有知会第一天然食品董事会及/或没有获得董事会授权下，杨宗龙於2008年12月18日及19日从该公司在中国内地开设的银行账户提取约8400万元，属盗用公司资产；此外，第一天然食品就截至2007年12月底止年度的经审核综合业绩而向其核数师提供的银行结单为虚假及/或经捏造的，该等银行结单显示该公司在2007年底有超过6.74亿元人民币现金结余，但证监会取得的银行账户结单却显示只有约2000万元人民币的结余；及自2008年12月中以后已无法联络的杨宗龙。故此證監會要求作出偿还8,400万元的款项。
2013年9月12日，崔麗杰透過INVENTIVE STAR LIMITED以1港元每股的價格，總代價為300,182,154港元，收購毅群控股有限公司持有的300,182,154股股份（佔全部已發行股本約74.99%），同時發出強制性無條件現金收購建議。2013年11月14日，強制性無條件現金收購建議結束，Inventive Star Limited共取得34,190股收購股份之有效接納，共公司持有300,216,344股股份，相當於全部已發行股本約75.01%。
2013年11月27日，該公司以400,000,001港元（包括現金和透過發行可換股票據支付）收購從事澳門博彩中介人恆升一人有限公司（恆升集團有限公司主體）和「坤佳有限公司」。
根據資料顯示，現時主要股東為崔麗杰和紀曉波（藝人吳佩慈男友）。
2015年7月26日，該公司位於塞班島正式臨時賭場試業。
2015年11月26日，該公司委任美國華盛頓哥倫比亞特區退休聯邦法官Eugene R. Sullivan獨立非執行董事，而鄺耀寧委任塞班島娛樂場度假村項目之營運總監，成員包括賭桌遊戲高級副總裁何應權及老虎機業務高級副總裁鄭嘉豪。另外，該公司透過旗下「卓敏有限公司」把旗下食品加工及貿易業務，以500,001港元出售予「德宇企業有限公司」，原因是表現每況愈下，再者不會再專注食品加工及貿易業務，轉移經營塞班島之綜合度假村項目。
2015年11月30日，根據非正式通告，該公司被納入摩根斯坦利中國指數之成份股。
2016年4月20日，該公司委任前美國民主黨全國委員會主席兼前賓夕法尼亞州州長埃德·倫德爾、前紐約州州長大衛·帕特森和前聯邦調查局局長路易斯·弗里委任顧問委員會成員。

2021年4月IPI的赌场牌照被暂停，因为公司未能支付2400万美元许可证和监管费用。
2021年5月26日，該公司在其員工控告雇主人口販運和強迫勞動案中敗訴，向7名中國工人支付295萬7797.79美元的傷害賠償，以及同樣數額的懲罰性賠償。。
2022年4月1日，香港聯交所指示博華太平洋的股份於當日上午九時起暫停買賣，以待刊發根據主板上市規則之2021年度業績及澄清公司之審計問題。
2024年2月9日博華太平洋宣布，香港聯交所上市覆核委員通知該公司股份的最後上市日期將為2月21日，股份上市地位將於2月22日上午9時起取消。
2024年4月16日，香港法院已下令上市公司博華太平洋國際 (IPI)——塞班島賭場營運商Imperial Pacific International (CNMI) LLP的母公司——清盤，並指定了一名臨時接管人。
博华太平洋国际（CNMI），已根据美国联邦破产法第 11 章句美國法院已根据美国联邦破产法第 11 章申请破产保护。该公司声称欠债权人超过 1.5 亿美元，这一数额巨大才导致了这一严厉措施。

## 外部連結
- 博華太平洋
- equitynet.com.hk/1076 （页面存档备份，存于）